# باولو روبرتو فالكاو
باولو روبرتو فالكاو (بالبرتغالية: Paulo Roberto Falcão‏)، من مواليد 16 أكتوبر 1953، لاعب كرة قدم برازيلي، وهو أحد أساطير نادي روما الإيطالي.

## مسيرتة الكروية
بدأ فالكاو مسيرته الكروية مع نادي إنترناسيونال ولعب له منذ عام 1973 وحتى عام 1980، وفاز بثلاثة بطولات للدوري البرازيلي في أعوام 1975 و1976 و1979، وانتقل بعدها فالكاو إلى إيطاليا وبالتحديد نادي روما، حيث قادهم إلى الفوز بالدوري الإيطالي في عام 1983، والحلول بالمركز الثاني في دوري أبطال أوروبا، وقد لقب بالملك الثامن لمدينة روما، وعاد إلى البرازيل في عام 1985 ليلعب مع نادي ساو باولو لمدة سنتين، ولعب فالكاو لمنتخب البرازيل لكرة القدم في بطولتين لكأس العالم عام 1982 و1986.
و يعرف فالكاو بأنه دائما يلعب ورأسه مرفوع للأعلى، وخارج الملعب يعرف بأنه هادئ ومحترم.
و قد درب منتخب البرازيل لكرة القدم في عام 1991 خلفا لسبستياو لازاروني، ودرب منتخب اليابان لكرة القدم في عام 1995.

## وصلات خارجية
- باولو روبرتو فالكاو على موقع الاتحاد الدولي (مؤرشف)  (الإنجليزية)
- باولو روبرتو فالكاو على موقع قاعدة بيانات كرة القدم.إي يو (الإنجليزية)
- باولو روبرتو فالكاو على موقع ناشيونال فوتبول تيمز (الإنجليزية)
- باولو روبرتو فالكاو على موقع Soccerway.com (الإنجليزية)
- باولو روبرتو فالكاو على موقع عالم كرة القدم.نت (الإنجليزية)
- باولو روبرتو فالكاو على موقع أوليمبيديا (الإنجليزية)